# Fútbol en los IV Juegos Deportivos Centroamericanos
El torneo de fútbol de los Juegos Centroamericanos de 1990 se celebró en Tegucigalpa, Honduras del 5 al 14 de enero. Costa Rica y Nicaragua fueron invitados a ingresar a sus equipos Sub-21 para jugar en el torneo junto con el anfitrión Honduras.